# 1781
1781 (MDCCLXXXI) fue un año común comenzado en lunes según el calendario gregoriano.

## Acontecimientos

### Enero
- 5 de enero: en el marco de la guerra de Independencia de Estados Unidos, la aldea de Richmond (Virginia) se incendia por el bombardeo de la Armada británica capitaneada por Benedict Arnold.
- 15 de enero: en la cuesta de Chataquilla (en la actual Bolivia) el líder Tomás Katari (40) es asesinado por los españoles.

### Febrero
- 10 de febrero: da comienzo la rebelión popular liderada por los hermanos Jacinto y Juan de Dios Rodríguez de Herrera, circunstancialmente aliados a Túpac Amaru II, contra los chapetones de la villa, dando lugar a una masacre, que tiempo más tarde sería reprimida por las autoridades españolas.

### Marzo
- 13 de marzo: el astrónomo alemán William Herschel descubre un nuevo planeta, al que da el nombre de Urano.
- 16 de marzo: en el Nuevo Reino de Granada (actual Colombia), Manuela Beltrán y un puñado de criollos crean una manifestación multiclasista desde El Socorro hasta la capital (Santa Fe de Bogotá) en contra de los españoles. Conocido como el Movimiento de los Comuneros.

### Mayo
- 18 de mayo: en la Plaza de Armas del Cuzco (Virreinato del Perú), los españoles ejecutan por descuartizamiento a Tupac Amaru II, líder de la mayor rebelión indígena anticolonial que se dio en América durante el siglo XVIII.

### Julio
- 2 de julio: Es arrestada Bartolina Sisa, por las autoridades coloniales españolas.
- 23 de julio: zarpa de Cádiz una escuadra española destinada a rescatar la parte de Menorca que estaba en poder de los británicos desde hacía casi veinte años.
- Desembarco aliado de tropas hispano-francesas en Menorca (España).
- Publicación de la Crítica de la razón pura de Immanuel Kant.

### Noviembre
- 3 de noviembre: se firman las Paces de Patamanta. Entre Túpac Katari y las autoridades coloniales españolas.

### Diciembre
- 24 de diciembre: tiene lugar un duelo de interpretación pianística entre Wolfgang Amadeus Mozart y Muzio Clementi en Viena y ante la presencia del emperador José II de Austria, del que resultó vencedor Mozart.

## Música
- 29 de enero: Estreno de la ópera Idomeneo, rey de Creta (KV 366) de Wolfgang Amadeus Mozart.

## Arte y literatura
- Immanuel Kant publica Crítica de la razón pura.[1]

## Ciencia y tecnología
- Borowski describe por primera vez la yubarta o ballena jorobada.

## Nacimientos
- 19 de enero: Giorgio Bidone, matemático e hidráulico italiano (f. 1839)
- 30 de enero: Adelbert von Chamisso, escritor alemán (f. 1838)
- 9 de febrero: Johann Baptist von Spix, biólogo alemán (f. 1826)
- 6 de mayo: Karl Christian Friedrich Krause, filósofo alemán (f. 1832)
- 9 de junio: George Stephenson, ingeniero mecánico e ingeniero civil británico (f. 1848)
- 17 de junio: Francisco Espoz y Mina, militar español (f. 1836)
- 21 de junio: Siméon Denis Poisson matemático francés (f. 1840)
- 9 de julio: Cirilo Alameda y Brea, religioso español (f. 1872)
- 20 de julio: Sophie Lebrun, pianista y compositora alemana (f. 1863).
- 27 de julio: Mauro Giuseppe Sergio Pantaleo Giuliano, más conocido como Mauro Giuliani, guitarrista y compositor (f. 1829)
- 18 de agosto: Joaquín Suárez, presidente interino de Uruguay (f. 1868)
- 5 de octubre: Bernard Bolzano, matemático checo (f. 1848)
- 5 de noviembre: María Rafols Bruna, fundadora de las Hermanas de la Caridad de Santa Ana (f. 1853).
- 29 de noviembre: Andrés Bello, humanista, poeta, filólogo, educador y jurista chileno de origen venezolano (f. 1865)

## Fallecimientos
- 15 de enero: Tomás Katari, líder quechua (n. 1740).
- 15 de febrero: Gotthold Ephraim Lessing, poeta alemán.
- 18 de marzo: Turgot, político y economista francés.
- 18 de mayo: Túpac Amaru II, líder indígena peruano de la revolución americana contra España (n. 1738).
- 18 de mayo: Micaela Bastidas, revolucionaria peruana, esposa de Túpac Amaru II (n. 1744).
- 27 de julio: Ubaldo Gandolfi, pintor italiano (n. 1728).
- 2 de noviembre: José Francisco de Isla, novelista y religioso jesuita (n. 1706).